# NGC 100
NGC 100 ist eine leuchtschwache Spiralgalaxie im Sternbild Fische auf der Ekliptik. Sie wird mit dem Hubble-Typ Sc klassifiziert, da wir die Galaxie aber genau von der Seite sehen, ist eine Einordnung sehr schwierig. Die Galaxie ist schätzungsweise 44 Millionen Lichtjahre von der Milchstraße entfernt und hat einen Durchmesser von etwa 80.000 Lichtjahren. Sie ist eine außergewöhnlich langgestreckte Galaxie, mit einem sehr kleinen Kern im Vergleich zu ihrer Gesamtgröße.
Im selben Himmelsareal befindet sich u. a. die Galaxie NGC 99.
Das Objekt wurde  am 10. November 1885 von dem amerikanischen Astronomen Lewis A. Swift entdeckt.